# Flughafen Caen-Carpiquet

i7
i11
i13
Der Aéroport de Caen-Carpiquet (IATA-Code: CFR, ICAO-Code: LFRK) ist ein französischer Flughafen in der Normandie, rund 7 Kilometer westlich von Caen.
Aus deutschsprachigen Ländern wird er nicht direkt angeflogen, sondern mit Brit Air im Auftrag von Air France mehrmals täglich via Lyon sowie mit Airlinair in Zusammenarbeit mit Chalair mehrmals täglich via Paris-Orly.

## Geschichte

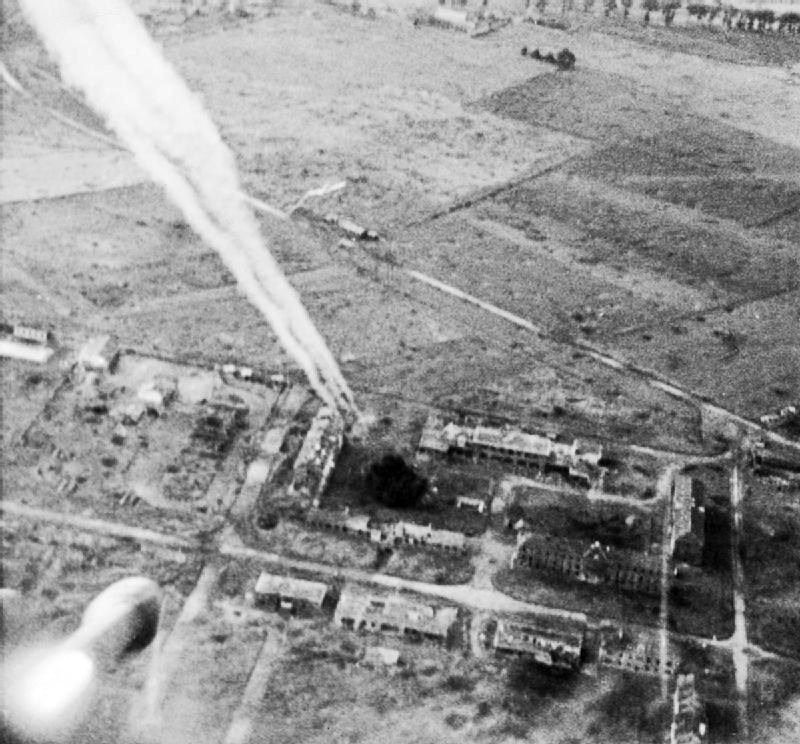
Eine Rakete wird von einer Typhoon des 181. Squadrons der Royal Air Force auf das Flugfeld Carpiquet abgefeuert

Das Flugfeld bei Carpiquet war zur Zeit der Operation Overlord und der Schlacht um Caen ein heftig umkämpfter Ort, da sich dort ein für die Alliierten wichtiges Flugfeld zur Nachschubversorgung befand. Heute befindet sich auf dem Gelände der Flugplatz der Stadt Caen.

### Base aérienne 720 de Caen-Carpiquet
Am Vorabend des Beginns des Zweiten Weltkriegs übernahmen am 17. August 1939 die Französischen Luftstreitkräften die Einrichtung, die sie als Base aérienne 720 de Caen-Carpiquet (B.A. 720) bezeichneten.
Im Jahr 1930 beschloss die Stadt Caen, ein Flugfeld in der näheren Umgebung der Stadt zu bauen. Man entschied sich dafür, das Flugfeld nahe dem westlich von Caen gelegenen Ort Carpiquet zu platzieren. Der Bau, mit dem im Juli 1937 begonnen wurde, wurde im März des darauffolgenden Jahres abgeschlossen.
Im Juni 1940 eroberten die Deutschen im Verlauf des Westfeldzuges das Flugfeld, dass sie in Folge ausbauten. Während der Luftschlacht um England nutzte die I. Gruppe des Sturzkampfgeschwaders 77 (I./SG 77) von Juni 1940 bis März 1941 einen Feldflugplatz einige Kilometer südlich bei Maltot. Der erste in Carpiquet selbst stationierte kleinere Einheit war von August 1940 bis März 1941 die 1. Staffel der Aufklärungsgruppe 121 (1.(F)/121) gefolgt von den Küstenfliegergruppe 806, deren Ju 88A hier von September 1940 bis Juni 1941 lagen.
Während des Unternehmen Cerberus lagen hier Stab und I. Gruppe des Jagdgeschwaders 2 (S. und I./JG 2), beide mit Bf 109F. Dessen II. Gruppe lag hier bereits kurz zuvor einige Tage. Ende Mai 1942 verlegte die zunächst mit Bf 109E-Jagdbombern ausgerüstete 10. Staffel des Jagdgeschwaders 26, die hier bis Ende Juli stationiert blieb und sich zur Umrüstung auf die Fw 190A über den Monatswechsel Juni/Juli für zwei Wochen in Le Bourget aufhielt. Zwischen Juli und September 1942 lag hier anschließend die 10. Staffel des JG 2 (10.(Jabo)/JG 2) mit ihren Bf 109E und F. In dieser Zeit wurde auch diese Staffel auf Fw 190A umgerüstet, mit der sie zwischen Ende Dezember 1942 und März 1943 nochmals in Caen stationiert war. Parallel zur 10.(Jabo)/JG 2 lag hier, ebenfalls mit Fw 190A ausgerüstet, die II. Gruppe des Schnellkampfgeschwaders 10 (II./SKG 10).
Bei der Operation Windsor bekamen kanadische Verbände den Auftrag, am 4. Juli 1944 das Flugfeld bei Carpiquet von den Deutschen zu erobern.
Eigentlich sollte das Flugfeld schon am D-Day erobert worden sein. Da dies aber nicht gelungen war, versuchten die Alliierten mit der Operation Windsor, die stark befestigten deutschen Stellungen beim Flugfeld zu durchbrechen. Teile der kanadischen 7. und 8. Brigade und der kanadischen 3. Infanteriedivision sollten den Angriff ausführen.
Nach harten Kämpfen gelang es den Kanadiern am 5. Juli, die Stadt Carpiquet zu nehmen. Nach weiteren drei Tagen, am 8. Juli, hatten sie auch das Flugfeld bei Carpiquet fest unter ihrer Kontrolle, nachdem sie deutschen Gegenangriffen standgehalten hatten. Der Flugplatz wurde von den Alliierten als Advanced Landing Ground ALG B-17 bezeichnet.
Die Armée de l'air nutzte den Flugplatz ab 1945 als Ausbildungseinrichtung, zunächst in Form des Centre d'instruction militaire 233 (CIM 233) und nannte ihn nach Eintreffen des Bataillon de l'Air 1/132 1951 in Base Aérienne 120 (B.A. 120) um. Im gleichen Jahr wurde Caen auch Basis der Offizierschule Ecole des élèves officiers de l'Armée de l'air (EEOAA).
Der Flugplatz wurde in den 1950er Jahren in Folge hinzugekommener weiterer Schulaktivitäten noch mehrmals umklassifiziert und nummeriert. Im Jahre 1967 wurde die inzwischen wieder als Basis 720 bezeichnete Einrichtung geschlossen und die Aktivitäten nach Basis 105 Evreux verlagert.

### Aéroport de Caen-Carpiquet
In der Nachfolgezeit wurde das Flugfeld ab 1969 zu einem zivilen Flugplatz ausgebaut, der heute der offizielle Flugplatz der Stadt Caen ist.

## Flugplatz Caen-Rocquancourt
Während des Zweiten Weltkriegs befand sich zwei Kilometer südlich Rocquancourts ein Feldflugplatz der französischen Luftstreitkräfte, der nach der deutschen Besetzung Frankreichs ebenfalls sporadisch von der Luftwaffe genutzt wurden.
Während der Luftschlacht um England waren hier die Bf 110C/D der V. (Zerstörer-)Gruppe des Lehrgeschwader 1 (V.(Z)/LG 1) stationiert. Im folgenden Frühjahr lag hier mit der III. Gruppe des Jagdgeschwaders 2 (III./JG 2), die mit Bf 109 E/F ausgerüstet war, ein weiterer Kampfverband der Luftwaffe.